# Ivica Tončev
Ivica Tončev (en serbe cyrillique : Ивица Тончев ; né le 17 novembre 1968 à Niš, Serbie, Yougoslavie) est une personnalité politique serbe.

## Biographie
Né à Niš, Ivica Tončev effectue ses études primaires à Surdulica puis ses études secondaires à Niš. Il étudie ensuite à la faculté de gestion de l'université Megatrend.

### Au gouvernement (2008-2016)

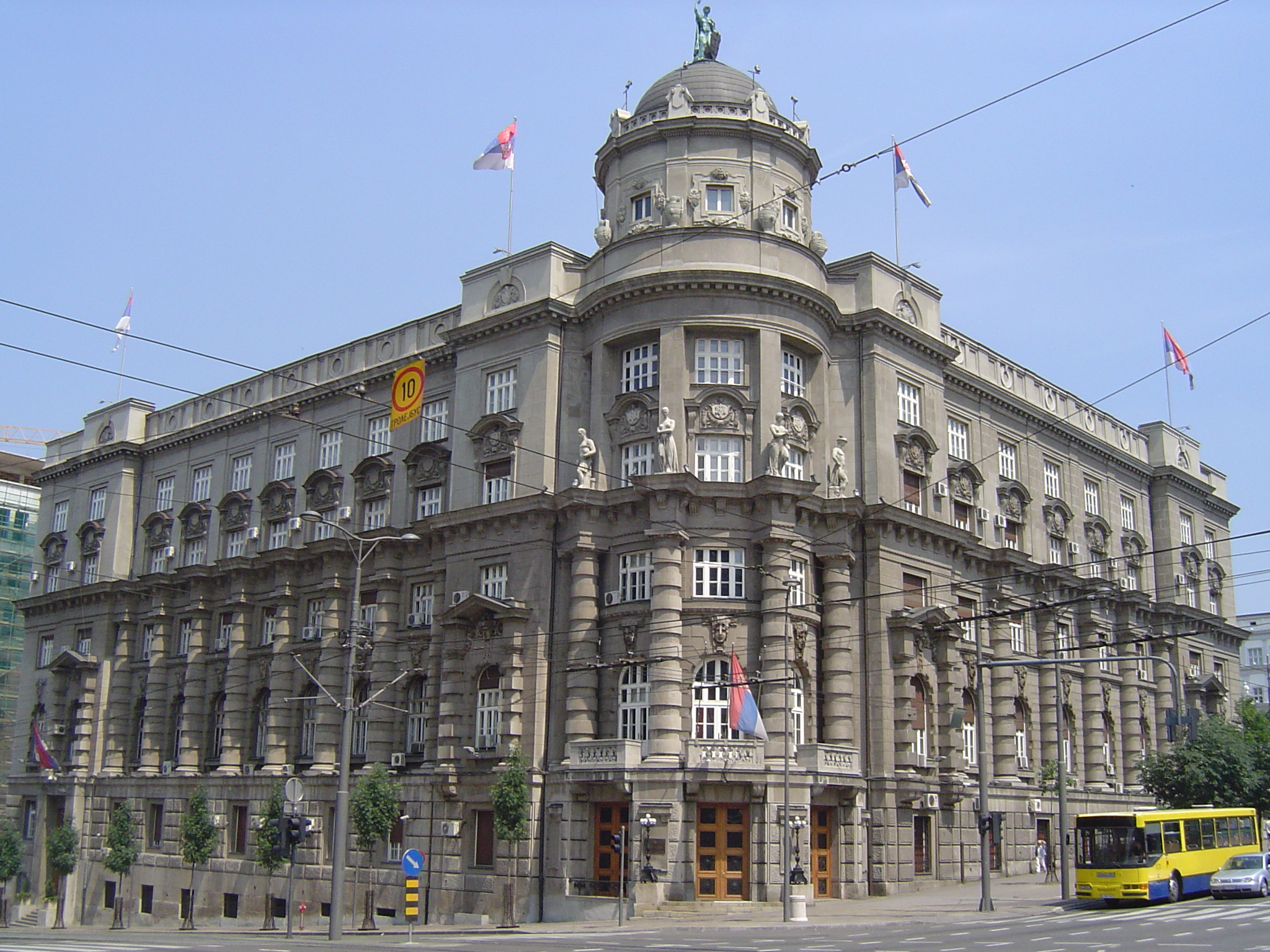
Le Gouvernement de la Serbie, siège de l’Gouvernement.

Depuis 2008, il agit à titre de conseiller spécial de Ivica Dačić. Il a servi comme conseiller aux affaires européennes son de 2008 jusqu'en 2012. Ensuite, il est devenu conseiller de la sécurité nationale du Premier ministre de Serbie. Il a servi en tant que conseiller de la sécurité nationale à partir de 2012 jusqu'en 2014. Actuellement, il tient poste de conseiller spécial du premier vice-Premier ministre et ministre des Affaires étrangères.

### À l'Assemblée nationale (Serbie) (20012/13 / 2016 -)

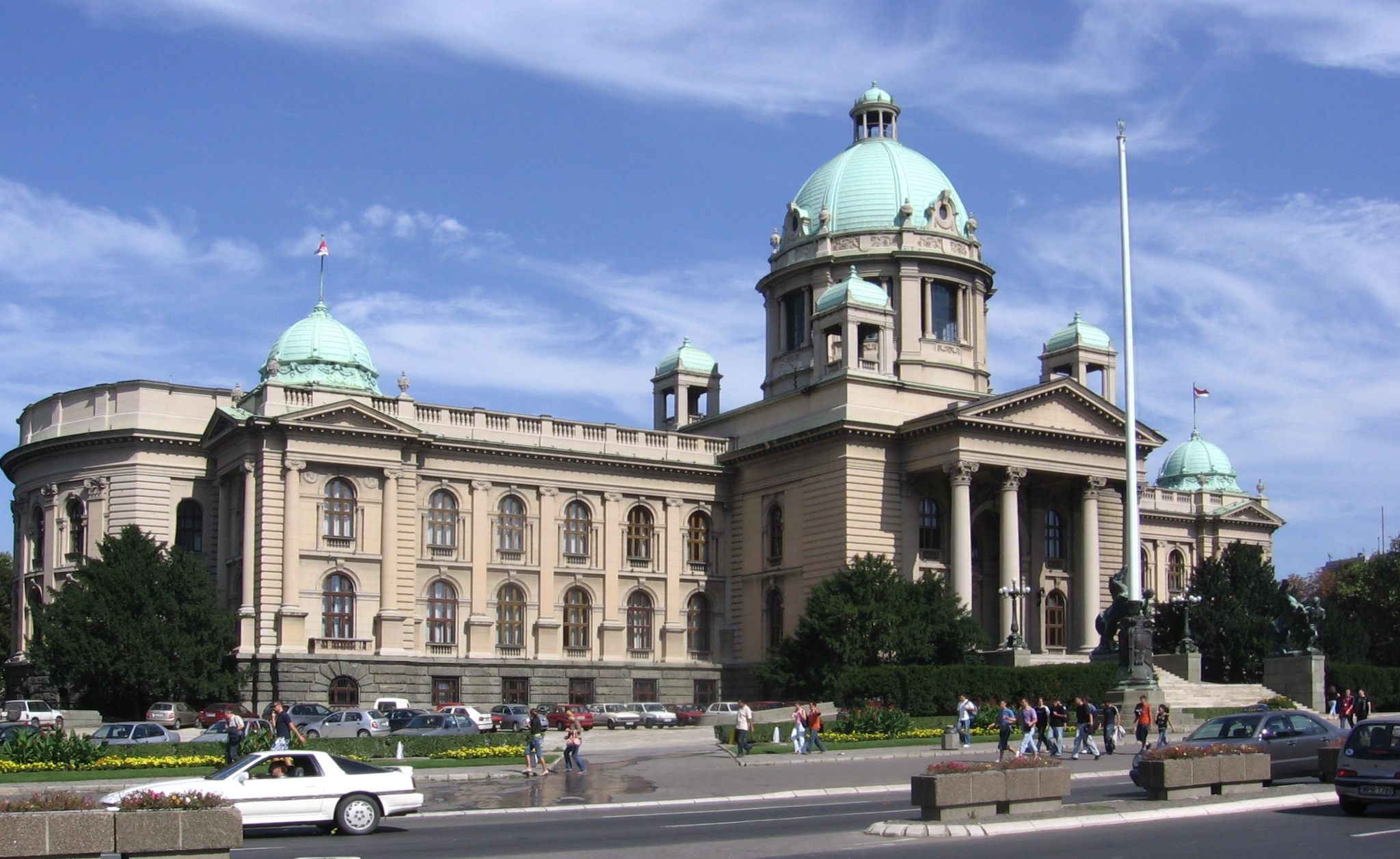
Le Assemblée nationale (Serbie), siège de l’Assemblée nationale.

Il a commencé son second mandat à l'Assemblée nationale de Serbie depuis juin 2016. Son premier mandat a duré quelques mois en 2012 avant de rejoindre le bureau du Premier ministre.

## Étoile rouge de Belgrade (football)
Il a servi comme vice-président du Étoile rouge de Belgrade de novembre 2012 jusqu'à l'été 2014. Au cours de son club de mandat a remporté un titre national de champion de Serbie.

## Vie personnelle
Ivica Tončev est marié et père de trois enfants. Il parle anglais, bulgare et allemand.